# Elecciones generales de Puerto Rico de 1948
Se realizaron elecciones generales en Puerto Rico el 2 de noviembre de 1948. Es la primera vez en la historia de Puerto Rico que el pueblo elige directamente a su gobernante debido a enmiendas a la Ley Jones además de la elección directa del gobernador este nombrará su gabinete, pero el nombramiento del Auditor Insular y los Jueces del Tribunal Supremo serán nombrados por el presidente de Estados Unidos.
El Partido Popular Democrático se distancia formalmente del independentismo en un pronunciamiento de Muñoz Marín contra el Congreso Pro-Independencia, el partido Unión Republicana cambia su nombre a Partido Estadista, el antiguo Partido Liberal cambia su nombre a Partido Reformista y el Socialista disputa en solitario esta elección. Martín Travieso aspiró a la gobernación por los partidos: Estadista, Socialista y Reformista Puertorriqueño en una candidatura coaligada.
Fueron las novenas y últimas elecciones bajo la estadounidense Ley Jones que deroga la Ley Foraker; entre los cambios que trae esta nueva ley se encuentran: la institucionalización del Senado con 19 miembros y el aumento en la Cámara de Delegados que de ahora en adelante se llamará Cámara de Representantes de 35 a 39 miembros. El sufragio fue universal, mujeres y hombres mayor de 21 años pudieron ejercer el voto.